# Eupithecia concremata
Eupithecia concremata là một loài bướm đêm trong họ Geometridae.